# Niederschönhausen
Niederschönhausen (letteralmente: «Schönhausen di sotto», in contrapposizione alla vicina Hohenschönhausen – «Schönhausen di sopra»; talvolta semplicemente Schönhausen) è un quartiere di Berlino, appartenente al distretto di Pankow.
È talvolta chiamato Pankow-Schönhausen.

## Storia
Già comune autonomo, venne annessa nel 1920 alla "Grande Berlino", venendo assegnata al distretto di Pankow.